# Centrum Ochrony Dziecka

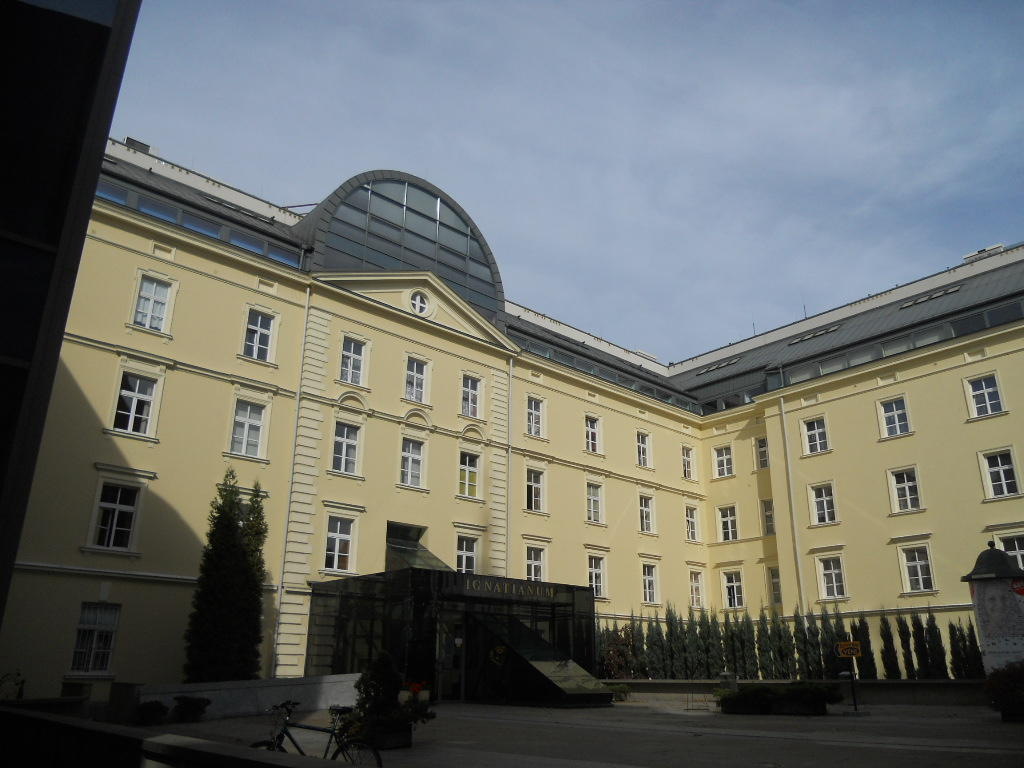
Uniwersytet Ignatianum w Krakowie, którego Centrum Ochrony Dziecka jest jednostką międzywydziałową

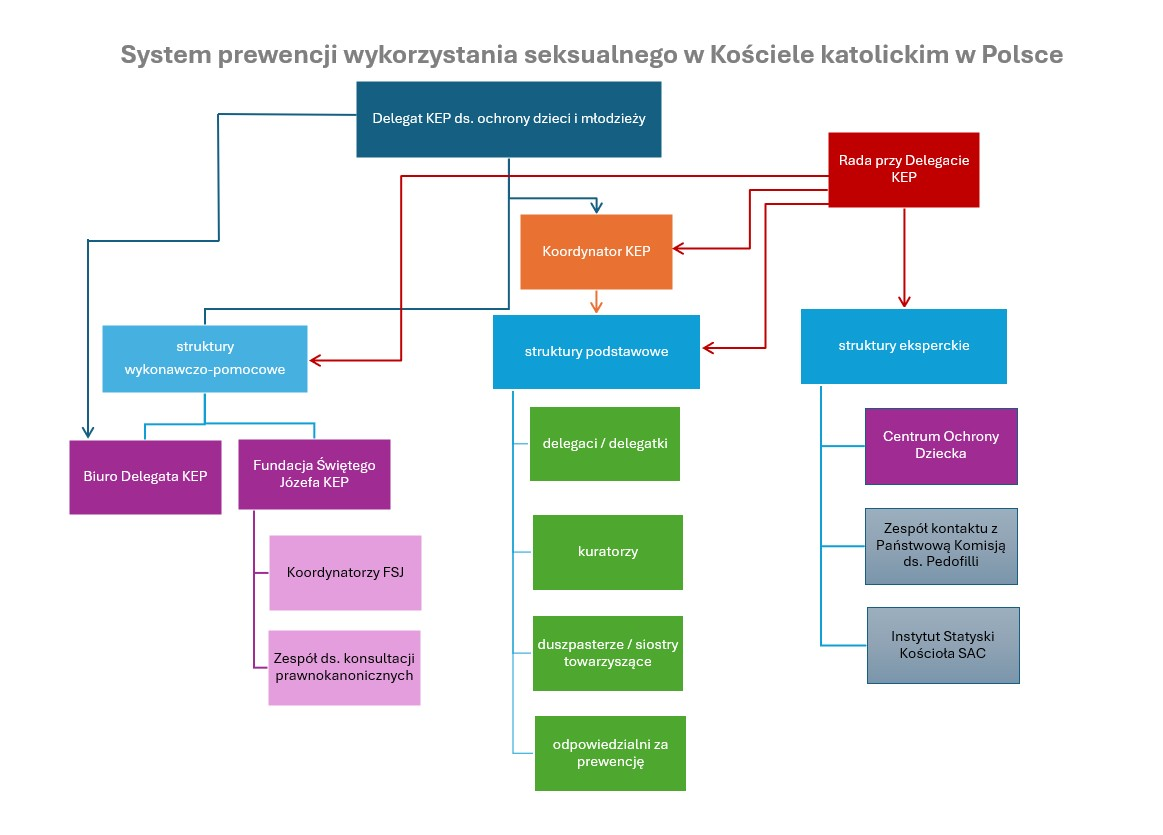
System prewencji wykorzystania seksualnego w Kościele katolickim w Polsce

Centrum Ochrony Dziecka (COD) – jednostka międzywydziałowa na Uniwersytecie Ignatianum w Krakowie, powołana 4 marca 2014 roku z inicjatywy Koordynatora KEP ds. ochrony dzieci i młodzieży. Realizuje studia podyplomowe z profilaktyki wykorzystania seksualnego, opracowuje materiały edukacyjne i programy prewencyjne. Dyrektorem COD jest o. Adam Żak SJ, a zastępcą ds. programowych Ewa Kusz.
Do podstawowych zadań COD należy działalność szkoleniowa i wychowawcza w zakresie psychologicznym, pedagogicznym i duchowym w tematyce związanej z wykorzystywaniem seksualnym dzieci oraz opracowanie i rozwój programów prewencji i wzorów dobrych praktyk dla różnych środowisk duszpasterskich, formacyjnych i wychowawczych, aby pomóc im w tworzeniu bezpiecznych środowisk dla dzieci i młodzieży.

## Powstanie i misja
Powstanie placówki poprzedziła w 2013 roku podróż o. Adama Żaka wraz z Ewą Kusz do USA, obejmująca spotkania z odpowiedzialnymi za ochronę dzieci i młodzieży w Kościele amerykańskim oraz wizyty w instytucjach i ośrodkach realizujących politykę episkopatu amerykańskiego zawartą w wydanej w 2002 roku Karcie Ochrony Dzieci i Młodzieży.
Przez lata swej działalności COD podjęło szereg prekursorskich działań na rzecz ochrony dzieci i młodzieży w Kościele w Polsce.
Wśród głównych systematycznych działań podejmowanych przez COD, można wymienić m.in:
- opracowywanie nowych programów prewencji, materiałów pomocniczych itd.
- opracowywanie programów szkoleń dla różnych grup docelowych, ich prowadzenie albo merytoryczne lub kadrowe wspieranie innych podmiotów w ich prowadzeniu
- ewaluację programów szkoleniowych i szkoleń
- pomoc superwizyjną i ekspercką dla podmiotów systemu
- prowadzenie studiów podyplomowych z zakresu ochrony dzieci i młodzieży przed wykorzystaniem seksualnym
- działalność badawczą i naukową
- współpracę międzynarodową (wymiana doświadczeń)

Działalność COD jest finansowana ze środków Fundacji Świętego Józefa KEP, Prowincji Polski Południowej Towarzystwa Jezusowego oraz wspierana przez Fundację Ignatianum, która ma status organizacja pożytku publicznego.

## Władze
Dyrektorem COD od momentu powołania w 2014 jest o. Adam Żak SJ, a wicedyrektorem Ewa Kusz.
Radę Naukową COD tworzą: dr hab. Józef Augustyn SJ (do grudnia 2023 r.), prof. Uniwersytetu Ignatianum; prof. Bogdan de Barbaro; o. dr Krzysztof Biel SJ i ks. dr hab. Piotr Majer, prof. UPJP2, dr Jacek Poznański SJ.
Do grona stałych współpracowników należą: dr hab. Anna Seredyńska, prof. Uniwersytetu Ignatianum, ks. dr hab. Jan Dohnalik oraz ks. dr Wojciech Rzeszowski.

## Działalność
Działalność COD jest jedną z instytucjonalnych reakcji Kościoła katolickiego w Polsce na wykorzystywanie seksualne małoletnich przez niektórych duchownych. W ciągu pierwszych 5 lat funkcjonowania, w różnego typu szkoleniach organizowanych przez COD wzięło udział dotąd w sumie ponad 3 tysiące księży diecezjalnych i zakonnych, nie licząc sióstr zakonnych oraz świeckich.
W czerwcu 2014 r. COD zorganizowało w Krakowie międzynarodową konferencję Jak rozumieć i adekwatnie odpowiedzieć na wykorzystanie seksualne małoletnich w Kościele. Podczas tej konferencji odbyła się pierwsza w Polsce liturgia pokutna za grzechy i przestępstwa wykorzystywania seksualnego w Kościele, której przewodniczył bp Piotr Libera.
W 2014 COD wraz z Uniwersytetem Ignatianum oraz Center for Child Protection Uniwersytetu Gregoriańskiego zorganizowało dla członków zakonów męskich i żeńskich kurs e-learningowy dotyczący prewencji i interwencji w dziedzinie ochrony dzieci w środowiskach duszpasterskich.
W 2015 Centrum Ochrony Dziecka organizowało profesjonalne szkolenia dla diecezjalnych i zakonnych delegatów ds. ochrony dzieci i młodzieży, odpowiedzialnych za przyjmowanie zgłoszeń o wykorzystaniu seksualnym małoletnich przez osobę duchowną oraz za wskazanie pomocy psychologicznej, prawnej i duszpasterskiej.
W październiku 2016, za sprawą COD, na Uniwersytecie Ignatianum rozpoczęły się pierwsze w Polsce podyplomowe studia dotyczące profilaktyki wykorzystywania seksualnego dzieci i młodzieży. Celem studiów jest zdobycie i poszerzenie wiedzy i umiejętności w rozpoznawania oznak przemocy seksualnej, organizowania działań pomocowych dla ofiar będących dziećmi, lub które doświadczyły przemocy seksualnej w dzieciństwie, a także różnego rodzaju metod i praktyk pomocowych, terapeutycznych, proceduralnych i interwencyjnych wobec ofiar.
Centrum Ochrony Dziecka opracowało zasady ochrony dzieci i młodzieży w czasie odbywających się w 2016 roku w Krakowie Światowych Dni Młodzieży.
Po tym jak w 2018 roku polscy biskupi zadecydowali, że w każdej diecezji ma powstać własny system prewencji dotyczący ochrony dzieci i młodzieży pracownicy COD przeprowadzili szkolenia dla członków zespołów roboczych ds. prewencji ze wszystkich polskich diecezji. W 2022 rozpoczęły się cykliczne szkolenia dla tych zespołów. Również w 2022 zostały przedstawione wnioski z audytów dokumentów prewencyjnych diecezji i zakonów.
Ponadto Centrum Ochrony Dziecka prowadzi projekty edukacyjne tj.:
- program profilaktyczny dla osób z niepełnosprawnością[16]
- Bezpieczna szkoła – profilaktyka w szkołach katolickich[17]
- kursy dla animatorów grup młodzieżowych[18]
- Bezpieczna parafia – profilaktyka w parafiach[19]

## Współpraca międzynarodowa
Od początku działalności Centrum Ochrony Dziecka utrzymuje regularny kontakt z biurem Papieskiej Komisji ds. Ochrony Małoletnich w Watykanie. Od 2013 r. przedstawiciel COD bierze udział w corocznej Anglophone Conference w Rzymie. W lipcu 2015 odpowiedzialni za COD o. Adam Żak SJ i Ewa Kusz, odbyli podróż studyjną do Irlandii w celu zapoznania się i analizą działań tamtejszego Kościoła będących reakcją na skandale seksualne.
Centrum Ochrony Dziecka należy do Światowego Porozumienia Na Rzecz Ochrony Dzieci i Młodzieży Global Safeguarding Alliance,  które powstało w listopadzie 2020 roku i  jednoczy osiem instytucji zajmujących się problematyką wykorzystywania małoletnich i ich ochrony.
Ewa Kusz i o. Adam Żak byli członkami komitetu organizacyjnego międzynarodowej konferencji Kościoła w Europie Środkowo-Wschodniej, która odbyła się z inicjatywy Papieskiej Komisji ds. Ochrony Małoletnich w dniach 19-21 listopada 2021 r. w Warszawie. Podczas konferencji zaprezentowali propozycję dalszej współpracy, czego efektem jest Sieć ds. Ochrony Małoletnich w Kościołach Europy Środkowo-Wschodniej (ReteECO), koordynowana przez Centrum Ochrony Dziecka.
30 września 2022 r. Ewa Kusz została mianowana członkinią Papieskiej Komisji ds. Ochrony Małoletnich.

## Publikacje
- Seksualne wykorzystanie małoletnich w Kościele. Problem – odpowiedź Kościoła – doświadczenie polskie, red. A. Żak, E. Kusz, Wydawnictwo Naukowe Akademii Ignatianum w Krakowie 2018.  ISBN 978-83-7614-357-6
- E. Kusz, M.Terlikowska, Ja ci wierzę. O zapobieganiu przemocy seksualnej wobec dzieci i adekwatnej reakcji na przypadki wykorzystywania, eSPe 2022. ISBN 978-83-8201-101-2
- Nadużycia seksualne w Kościele a tajemnica spowiedzi, praca zbiorowa, Wydawnictwo WAM, Kraków 2022 ISBN 978-83-277-3022-0
- Oblicza wiktymizacji. Ujęcie interdyscyplinarne, red. K.Nowakowski, K. Szarras-Kudzia, S. Przewoźnik, Wydawnictwo Naukowe Akademii Ignatianum w Krakowie, Kraków 2022. ISBN 978-83-7614-537-2
- Niedostępne, niedogodne, niedyskretne. Jak chronić dzieci i dorosłych z niepełnosprawnością intelektualną przed przemocą seksualną?, praca zbiorowa: M. Babik, E. Twardowska-Staszek, Katarzyna Besiekierska SM, Kraków, Centrum Ochrony Dziecka, 2022.
- Niedostępne, niedogodne, niedyskretne. Jak chronić dzieci i dorosłych z niepełnosprawnością intelektualną przed przemocą seksualną? Poradnik dla rodziców, praca zbiorowa: M. Babik, E. Twardowska-Staszek,  Katarzyna Besiekierska SM, Kraków, Centrum Ochrony Dziecka, 2022.
- Profilaktyka przemocy seksualnej wobec uczniów w szkole katolickiej, praca zbiorowa: W.Bojanowski i inni, Kraków, Centrum Ochrony Dziecka, Rada Szkół Katolickich, 2022